# Brothers in Arms (Album)
Brothers in Arms (englisch für „Waffenbrüder“) ist das fünfte Studioalbum der britischen Rockband Dire Straits. Es erschien im Mai 1985, belegte in zahlreichen Charts Platz eins und zählt mit 30 Millionen verkauften Einheiten zu den meistverkauften Musikalben. Außerdem hatte es als eine der ersten digitalen Albumproduktionen großen Anteil an der Etablierung der Compact Disc.

## Produktion
Das Album wurde als eine der ersten Produktionen für die Veröffentlichung als CD ausgelegt und komplett digital (DDD) aufgenommen. Auf der fast zehn Minuten längeren CD-Version ist kein Bonustitel enthalten, wie es damals häufig der Fall war, um den deutlich höheren Preis der CD gegenüber einer Vinyl-LP zu rechtfertigen. Stattdessen sind die meisten Lieder länger als die entsprechenden LP-Versionen (u. a. Your Latest Trick und Why Worry). Brothers in Arms gilt als das erste Album, das in CD-Form einen derartigen Vorteil gegenüber der Schallplattenversion hat. Verantwortlich für die Produktion zeichneten Mark Knopfler und Neil Dorfsman.

## Titelliste
Spieldauer der CD, in Klammern Dauer des Stücks auf LP
1. So Far Away (Mark Knopfler) – 5:12 (3:59)
2. Money for Nothing (Mark Knopfler, Sting) – 8:25 (7:04)
3. Walk of Life (Mark Knopfler) – 4:12 (4:07)
4. Your Latest Trick (Mark Knopfler) – 6:33 (4:46)
5. Why Worry (Mark Knopfler) – 8:30 (5:22)
6. Ride Across the River (Mark Knopfler) – 6:58 (5:57)
7. The Man’s Too Strong (Mark Knopfler) – 4:40
8. One World (Mark Knopfler) – 3:40
9. Brothers in Arms (Mark Knopfler) – 6:59 (6:00)

## Singleauskopplungen
| Jahr | Titel             | Höchstplatzierung, Gesamtwochen/‑monate, AuszeichnungChartplatzierungen (Jahr, Titel, , Platzierungen, Wochen/Monate, Auszeichnungen, Anmerkungen) | Höchstplatzierung, Gesamtwochen/‑monate, AuszeichnungChartplatzierungen (Jahr, Titel, , Platzierungen, Wochen/Monate, Auszeichnungen, Anmerkungen) | Höchstplatzierung, Gesamtwochen/‑monate, AuszeichnungChartplatzierungen (Jahr, Titel, , Platzierungen, Wochen/Monate, Auszeichnungen, Anmerkungen) | Höchstplatzierung, Gesamtwochen/‑monate, AuszeichnungChartplatzierungen (Jahr, Titel, , Platzierungen, Wochen/Monate, Auszeichnungen, Anmerkungen) | Höchstplatzierung, Gesamtwochen/‑monate, AuszeichnungChartplatzierungen (Jahr, Titel, , Platzierungen, Wochen/Monate, Auszeichnungen, Anmerkungen) | Anmerkungen                                               |
| Jahr | Titel             | DE | AT | CH | UK | US | Anmerkungen                                               |
| ---- | ----------------- | --- | --- | --- | --- | --- | --------------------------------------------------------- |
| 1985 | So Far Away       | — | — | CH6 (12 Wo.)CH | UK20 Silber · (6 Wo.)UK | US19 (14 Wo.)US | Erstveröffentlichung: April 1985 Verkäufe: + 230.000      |
| 1985 | Walk of Life      | DE15 (13 Wo.)DE | AT18 (3½ Mt.)AT | CH24 (4 Wo.)CH | UK2 ×2Doppelplatin · (12 Wo.)UK | US7 (21 Wo.)US | Erstveröffentlichung: Mai 1985 Verkäufe: + 1.600.000      |
| 1985 | Money for Nothing | DE19 Gold · (15 Wo.)DE | AT7 (2½ Mt.)AT | CH22 (3 Wo.)CH | UK4 Platin · (16 Wo.)UK | US1 (22 Wo.)US | Erstveröffentlichung: 24. Juni 1985 Verkäufe: + 1.240.000 |
| 1985 | Brothers in Arms  | DE— GoldDE | — | — | UK16 Platin · (13 Wo.)UK | — | Erstveröffentlichung: Oktober 1985 Verkäufe: + 1.065.000  |
| 1986 | Why Worry?        | — | — | — | — | — | Erstveröffentlichung: 1986                                |
| 1986 | Your Latest Trick | — | — | — | UK26 (6 Wo.)UK | — | Erstveröffentlichung: Mai 1986 Verkäufe: + 15.000         |

## Tour
Drei Wochen vor der Erstveröffentlichung des Albums begann die Band ihre Brothers in Arms Tour. Auftakt war das Konzert am 25. April 1985 in Split, Jugoslawien. Auf ihrer Tour spielten die Dire Straits 234 Konzerte in über hundert Städten vor insgesamt etwa 2,5 Millionen Menschen. Unter anderem trat die Band 13 Mal in der Wembley Arena auf, vom 3. Juli 1985 bis zum 16. Juli 1985. Die Tour endete am 26. April 1986 im Entertainment Center in Sydney, Australien.

## Preise
- Brothers in Arms erhielt 1985 einen Grammy in der Kategorie „Best Engineered Recording, Non-Classical“.
- Die Singleauskopplung Money for Nothing erhielt 1985 einen Grammy in der Sparte „Best Rock Performance by a Duo or Group With Vocal“.
- Die 5.1 Surround-Sound SACD-Version Brothers In Arms - 20th Anniversary Edition erhielt 2006 einen weiteren Grammy Award for Best Surround Sound Album.
- Der Rolling Stone führt das Album auf Platz 351 seiner Liste der besten 500 Alben der Musikgeschichte.

## Kommerzieller Erfolg

### Chartplatzierungen
Das Album erreichte weltweit Spitzensplatzierungen, darunter in Deutschland, Neuseeland, den Niederlanden, Norwegen, Österreich, Schweden, der Schweiz, den Vereinigten Staaten und dem Vereinigten Königreich. In Deutschland erreichte das Album zudem die Chartspitze der Popcharts am 23. Mai 2025.
| ChartsChartplatzierungen       | Höchstplatzierung | Wochen |
| ------------------------------ | ----------------- | ------ |
| Deutschland (GfK)              | 1 (… Wo.)         | …      |
| Österreich (Ö3)                | 1 (85 Wo.)        | 85     |
| Schweiz (IFPI)                 | 1 (85 Wo.)        | 85     |
| Vereinigte Staaten (Billboard) | 1 (97 Wo.)        | 97     |
| Vereinigtes Königreich (OCC)   | 1 (273 Wo.)       | 273    |

| ChartsJahrescharts (1985) | Platzierung |
| ------------------------- | ----------- |
| Deutschland (GfK)         | 7           |
| Österreich (Ö3)           | 6           |
| Schweiz (IFPI)            | 2           |

| ChartsJahrescharts (1986) | Platzierung |
| ------------------------- | ----------- |
| Deutschland (GfK)         | 3           |
| Österreich (Ö3)           | 2           |
| Schweiz (IFPI)            | 2           |

| ChartsJahrescharts (1987) | Platzierung |
| ------------------------- | ----------- |
| Deutschland (GfK)         | 16          |

### Auszeichnungen für Musikverkäufe
Brothers in Arms verkaufte sich weltweit über 30 Millionen Mal, davon sind 26,5 Millionen Einheiten mit Schallplattenauszeichnungen belegt.
| Land/Region                  | Auszeichnungen für Musikverkäufe (Land/Region, Auszeichnung, Verkäufe) | Verkäufe    |
| ---------------------------- | ---------------------------------------------------------------------- | ----------- |
| Argentinien (CAPIF)          | Gold                                                                   | 30.000      |
| Australien (ARIA)            | 17× Platin                                                             | 1.240.000   |
| Belgien (BRMA)               | 4× Platin                                                              | (200.000)   |
| Brasilien (PMB)              | 3× Platin                                                              | 750.000     |
| Dänemark (IFPI)              | 6× Platin                                                              | (120.000)   |
| Deutschland (BVMI)           | Platin                                                                 | (1.000.000) |
| Europa (IFPI)                | —                                                                      | 14.000.000  |
| Finnland (IFPI)              | 2× Platin                                                              | (116.784)   |
| Frankreich (SNEP)            | Diamant                                                                | (1.000.000) |
| Hongkong (IFPI/HKRIA)        | Platin                                                                 | 20.000      |
| Italien (FIMI)               | Platin (1987) · + 2× Platin (2025)                                     | (300.000)   |
| Kanada (MC)                  | Diamant                                                                | 1.000.000   |
| Neuseeland (RMNZ)            | 24× Platin                                                             | 480.000     |
| Niederlande (NVPI)           | —                                                                      | (470.387)   |
| Österreich (IFPI)            | 4× Platin                                                              | (200.000)   |
| Polen (ZPAV)                 | Platin                                                                 | (20.000)    |
| Schweden (IFPI)              | Gold                                                                   | (50.000)    |
| Schweiz (IFPI)               | 6× Platin (Vertigo) · + Platin (Phonogram)                             | (350.000)   |
| Spanien (Promusicae)         | 3× Platin                                                              | (300.000)   |
| Vereinigte Staaten (RIAA)    | 9× Platin                                                              | 9.000.000   |
| Vereinigtes Königreich (BPI) | 15× Platin                                                             | (4.500.000) |
| Insgesamt                    | 2× Gold · 100× Platin · 2× Diamant ·                                   | 26.570.000  |

Hauptartikel: Dire Straits/Auszeichnungen für Musikverkäufe

## Trivia
In der Fernsehserie Miami Vice wurde 1985 der Song Brothers in Arms verwendet. Die Folge hieß Gespensterjagd und war Teil der zweiten Staffel. Auch in der Fernsehserie The West Wing wurde der Song in der finalen Szene der zweiten Staffel verwendet, die Folge hieß The Two Cathedrals.